# Gornji Martinići
Gornji Martinići (en serbe cyrillique : Горњи Мартинићи) est un village du centre du Monténégro, dans la municipalité de Danilovgrad.

## Démographie

### Évolution historique de la population
| 1948 | 1953 | 1961 | 1971 | 1981 | 1991 | 2003 |
| ---- | ---- | ---- | ---- | ---- | ---- | ---- |
| 140  | 148  | 107  | 75   | 66   | 31   | 30   |